# Michel Bardinet
Michel Henri Bardinet (* 15. November 1931 in Toulon; † 22. Februar 2005 in Apt) war ein französischer Schauspieler.

## Leben
Bardinet besuchte nach einem Diplom in Rechtswissenschaften Schauspielkurse bei Mady Berry und Raymond Gérôme und debütierte in einer Bühnenfassung von Die Caine war ihr Schicksal. Ab 1957 war er, fast ausschließlich in Nebenrollen, auch für das Kino aktiv, wo er – später auch häufig in italienischen Koproduktionen – meist aristokratische, manchmal versnobte, Charaktere darstellte, die seinem aristokratischen Aussehen und vornehmen Erscheinungsbild entsprachen. Besonders in Erinnerung blieb er als Ehemann der Protagonistin in Die Unbefriedigte von Fernando Di Leo 1969. Ab Mitte der 1970er Jahre war er wieder in rein französischen Produktionen zu sehen. Für das Fernsehen war er u. a. 1963 in der 50-teiligen Serie Janique Aimée neben Janine Villa aktiv.
Bardinet war zehn Jahre lang mit der Schauspielerin Jeanne Valérie und zwölf Jahre lang mit der Schwedin Grun Friberg verheiratet.

## Filmografie (Auswahl)
- 1957: Mademoiselle Strip-Tease
- 1958: Sinnlichkeit (Châleur d`été)
- 1960: Ein Stich ins Wespennest (Le panier à crabes)
- 1968: Der schöne Körper der Deborah (Il dolce corpo di Deborah)
- 1968: Die Unbefriedigte (Brucia, ragazzo, brucia)
- 1971: Deadly Trap (Un posto ideale per uccidere)
- 1971: Neun im Fadenkreuz (Sans mobile apparent)
- 1972: Knallt das Monstrum auf die Titelseite! (Sbatti il mostro in prima pagina)
- 1976: Mado
- 1979: Ich liebe dich – I Love You – Je t’aime (A Little Romance)
- 1983: Wenn sie ja sagt, sag ich nicht nein (Si elle dit oui … je ne dis pas non!)
- 2000: Victoire, ou la douleur des femmes (Fernseh-Miniserie)